# Андре Філліпс
Андре Ламар Філліпс (англ. André Lamar Phillips; нар. 5 вересня 1959, Мілвокі, США) — американський легкоатлет, що спеціалізується на бігу з бар'єрами, олімпійський чемпіон 1988 року.

## Кар'єра
| Рік             | Змагання         | Місто                | Місце           | Дисципліна        | Примітки        |
| Представник США | Представник США  | Представник США      | Представник США | Представник США   | Представник США |
| --------------- | ---------------- | -------------------- | --------------- | ----------------- | --------------- |
| 1983            | Чемпіонат світу  | Гельсінкі, Фінляндія | 5               | 400 м з бар'єрами | 49.24           |
| 1988            | Олімпійські ігри | Сеул, Південна Корея | 1               | 400 м з бар'єрами | 47.19           |